# Велике Балувкі
Велике Балувкі (пол. Wielkie Bałówki, нім. Groß Ballowken) — село в Польщі, у гміні Кужентник Новомейського повіту Вармінсько-Мазурського воєводства.
Населення — 351 особа (2011).
У 1975-1998 роках село належало до Торунського воєводства.

## Демографія
Демографічна структура станом на 31 березня 2011 року:
|          | Загалом | Допрацездатний вік | Працездатний вік | Постпрацездатний вік |
| -------- | ------- | ------------------ | ---------------- | -------------------- |
| Чоловіки | 190     | 37                 | 142              | 11                   |
| Жінки    | 161     | 35                 | 102              | 24                   |
| Разом    | 351     | 72                 | 244              | 35                   |